# Seznam arcibiskupů z Anchorage
Arcidiecéze Anchorage byla ustavena 22. ledna 1966. Zde je úplný seznam jejích sídelních arcibiskupů, metropolitů Provincie Anchorage.
1. John Joseph Thomas Ryan (1966-1975, poté arcibiskup koadjutor arcidiecéze ozbrojených sil USA)
2. Francis Thomas Hurley (1976-2001, předtím biskup z Juneau)
3. Roger Lawrence Schwietz (arcibiskup koadjutor od 2000, arcibiskup 2001-2016, předtím biskup duluthský)
4. Paul D. Etienne (2016-2019), předtím biskup cheyenneský, pak arcibiskup v Seattle
5. Andrew Eugene Bellisario (od 2020)